# Albertslund Nærradio
Albertslund Nærradio er en lokal radiostation i Albertslund etableret i 1983.
Radiostationen sender direkte radio med nyheder, interviews, musik og meget mere med udgangspunkt i Albertslund og Vestegnen. Stationen drives af ca. 45 frivillige og sender på frekvensen FM 94,5 MHz (deles med PartyZone.nu).
Albertslund Nærradios adresse er Bytorvet 31, 2.tv., 2620 Albertslund.

## Ekstern henvisning
- Albertslund Nærradios hjemmeside Arkiveret 15. marts 2013 hos  Wayback Machine